# Amplificatore (elettronica)
Un amplificatore può essere considerato qualsiasi dispositivo che usa una piccola quantità di energia per comandarne una quantità più grande, sebbene il termine attualmente si riferisca quasi esclusivamente ad un amplificatore elettronico. La relazione tra ingresso e uscita dell'amplificatore, usualmente espressa come funzione della frequenza del segnale di ingresso, è detta funzione di trasferimento dell'amplificatore e l'ampiezza della funzione di trasferimento è detta guadagno.
Le tipologie sono le più varie, una delle più comuni è l'amplificatore elettronico comunemente utilizzato in trasmettitori e ricevitori per radio e televisione, equipaggiamenti stereo ad alta fedeltà, personal computer ed altro equipaggiamento elettronico digitale. I suoi componenti attivi sono il transistor, il circuito integrato e la valvola termoionica.

## Amplificatori a valvole

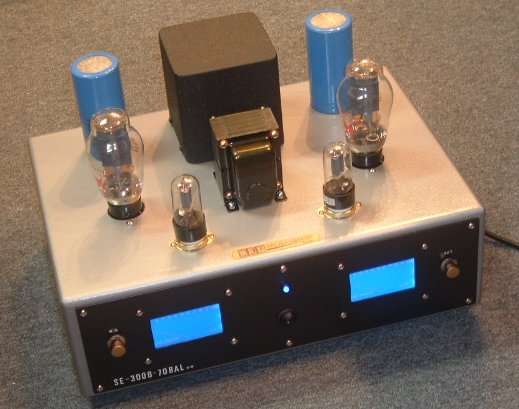
Un amplificatore a valvole da 70 Watt

Nei primi anni dell'elettronica la valvola termoionica era l'unico dispositivo attivo disponibile; attualmente il loro uso è riservato all'amplificazione di potenza delle Radiofrequenze, delle microonde e all'amplificazione del segnale in sistemi audio, da parte di piccoli produttori operanti nel mercato Hi-End.
Nel campo delle radiofrequenze di alta potenza le valvole rimangono l'unico dispositivo capace di amplificare il segnale. Sono noti esempi di triodi capaci di erogare oltre 300 kW.
In campo audio, per poter adattare l'elevata impedenza del tubo termoionico alla bassa impedenza del carico pilotato, l'altoparlante, si rende necessario l'uso di trasformatori; ottenere una buona linearità nella risposta in frequenza del trasformatore comporta una costruzione accurata e precisa, con conseguenti costi molto elevati. I tipi di valvole impiegate sono molteplici: 300B, EL34, KT88 ecc. Il suono ottenuto ha una discreta dinamica e presenta una tonalità "calda" e poco affaticante per l'orecchio umano in quanto al segnale riprodotto si aggiunge una distorsione dovuta in gran parte alle sole armoniche pari (2°, 4°, 6° armonica, pari cioè a 2, 4, e 6 volte la frequenza originale) il che evita la sensazione di suono metallico e stridente sulle alte frequenze e la fatica d'ascolto e rende invece gradevole e poco faticoso l'ascolto. È molto usato dai gruppi musicali nell'amplificazione dei loro strumenti, per la capacità di sopportare senza conseguenze sovraccarichi momentanei e presentare meno fastidio all'orecchio nel caso il circuito vada in saturazione.
Le potenze con tale tecnologia usata per riproduzione musicale, possono variare da pochi watt fino ad oltre 100 watt.
Gli amplificatori valvolari hanno generalmente le seguenti proprietà:
- Impedenza d'ingresso elevatissima (grid input);
- Impedenza d'uscita generalmente alta;
- Adatti ad amplificare tensioni elevate;
- Bisogno di un'alimentazione supplementare per i filamenti (valore tipico 6,3 V ac);.
- Alta tensione di alimentazione anodica, per questo infatti possono essere molto pericolosi, (valore tipico > 100 V cc);
- Esaurimento delle valvole dopo un periodo più o meno prolungato;
- Generazione di molto calore, soprattutto per potenze elevate (oltre 200 W), cosa che richiede dei sistemi di dissipazione.

Accade pertanto che in campo audio, per potenze elevate, si ricorra alla tecnologia a transistor, a causa del costo e del maggiore ingombro di un amplificatore a tubi di uguali prestazioni.

## Amplificatori a stato solido
Sono amplificatori che non fanno uso di tubi termoionici, bensì della tecnologia successiva, iniziata con l'invenzione del transistor a giunzione bipolare (BJT), e i successivi JFET e MOSFET, dispositivi specializzati ognuno per amplificare il segnale in tensione o in corrente quali, ad esempio, il dispositivo a source comune. In questa categoria rientrano anche i dispositivi a circuito integrato, disponibili ormai per tutte le applicazioni. Il guadagno dell'amplificatore dipende sia dal tipo di transistor che dal circuito esterno, ed è fissato dal costruttore in fase di progetto.
Un amplificatore a componenti "discreti" è costituito da uno stadio di ingresso nel quale sono presenti uno o più transistor che preamplificano il segnale per portarlo ad un livello tale da poter essere utilizzato da altri transistor, denominati finali, i quali alzano ulteriormente il livello di tale segnale che viene poi trasferito ad un diffusore acustico con caratteristiche adeguate alla potenza che l'amplificatore è in grado di erogare; nel caso lo stesso circuito sia realizzato con IC, viene definito col medesimo termine. Gli stadi di ingresso e finale utilizzano configurazioni diverse a seconda della tipologia di amplificazione che si vuole ottenere, le tipologie degli stadi finali sono denominate classi (A, AB, C ecc.).
I transistor e gli IC di potenza dei circuiti finali, lavorando, generano calore ed è per questo motivo che occorre montarli su un dissipatore (generalmente in alluminio) con superficie irradiante proporzionata alla potenza in watt da dissipare, il quale, per convezione, trasferisce all'ambiente il calore prodotto dalle giunzioni dei transistor finali.

## Amplificatori operazionali (op-amp)

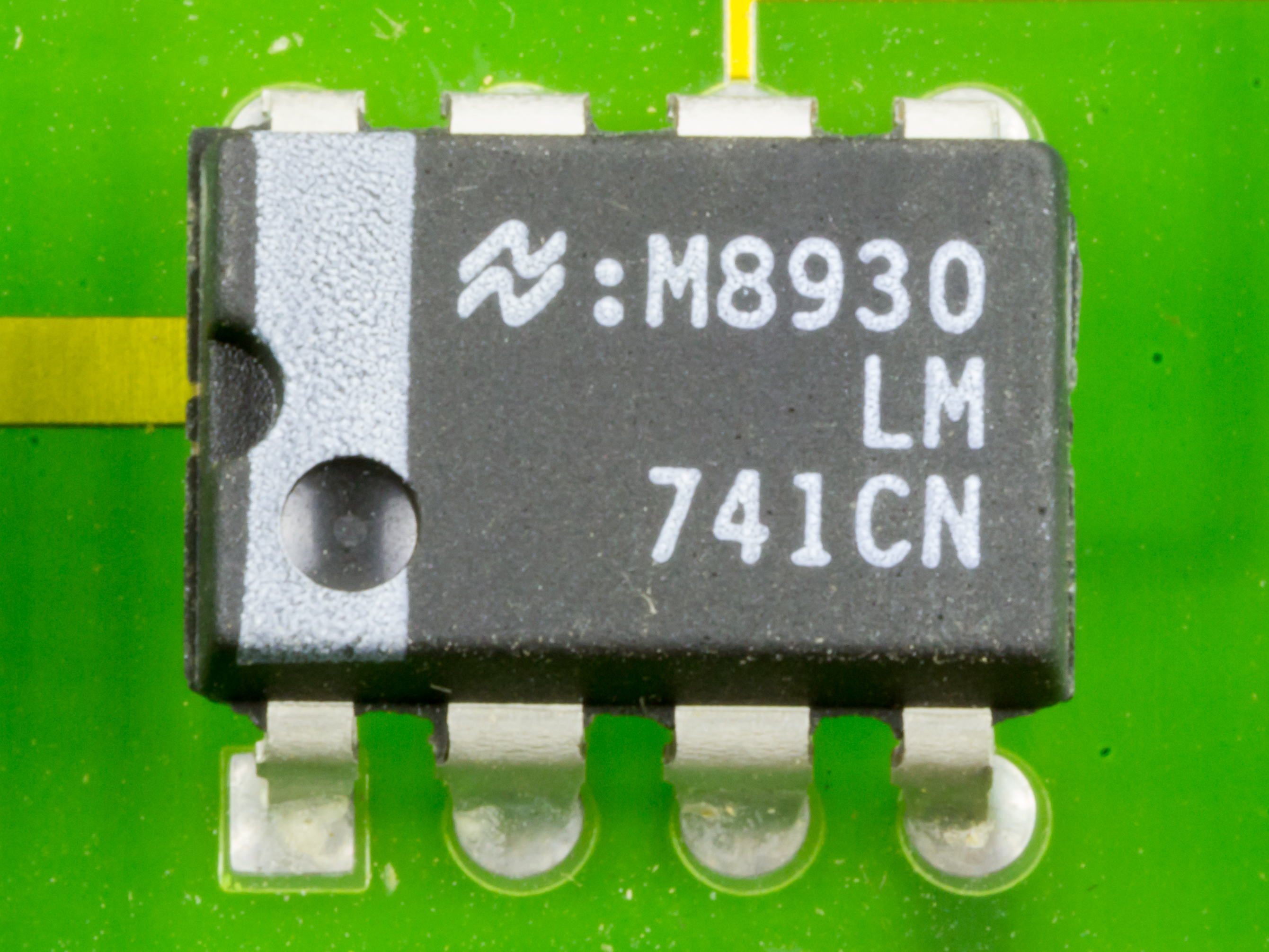
Un LM741 in formato DIP, versione della National Semiconductors dell'uA741

Gli amplificatori operazionali sono circuiti amplificatori ad altissimo guadagno, oggi realizzati sotto forma di circuito integrato, i quali utilizzano una retroazione esterna per il controllo della funzione di trasferimento. Nel caso ideale, la funzione di trasferimento è esclusivamente determinata dalla rete esterna. Sullo stesso die di silicio possono essere realizzati anche 4 operazionali identici, racchiusi nello stesso contenitore (package in inglese), per esempio il TL084.
Nel caso siano realizzati in contenitore DIP (Dual In-line Package), la potenza dissipabile è molto modesta, circa 500 mW per il µA741/LM741, ma non mancano dispositivi per potenze anche molto superiori (LM3886 o LM3875).
In merito all'impiego degli operazionali nell'amplificazione audio, prima dell'avvento dell'Hi-end, le migliori prestazioni si ottenevano impiegando componenti discreti (transistor). Oggi, i migliori apparecchi in commercio adottano soluzioni di ingegnerizzazione del circuito amplificatore volte a impedire la conoscenza della componentistica adottata con il circuito racchiuso in un monoblocco di resina dal quale fuoriescono solo i terminali di collegamento, perciò non è possibile conoscerne la componentistica né valutare il circuito; l'unico dato che il costruttore fornisce è la sigla o il codice relativo al componente custom, necessari in caso di sostituzione, pertanto non è possibile sapere se i migliori amplificatori in commercio adottino operazionali. Si potrebbe presumere che in qualche caso se ne faccia uso, data la presenza sul mercato di amplificatori che impiegano circuiti integrati; è il caso del costruttore statunitense Jeff Rowland, il quale ha in listino un apparecchio i cui stadi finali impiegano operazionali di potenza collegati a ponte; lo stadio preamplificatore è però customizzato, pertanto inaccessibile ad un'analisi.

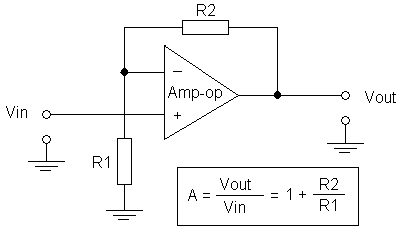
Schema di collegamento di un operazionale come amplificatore

## Amplificatori integrati

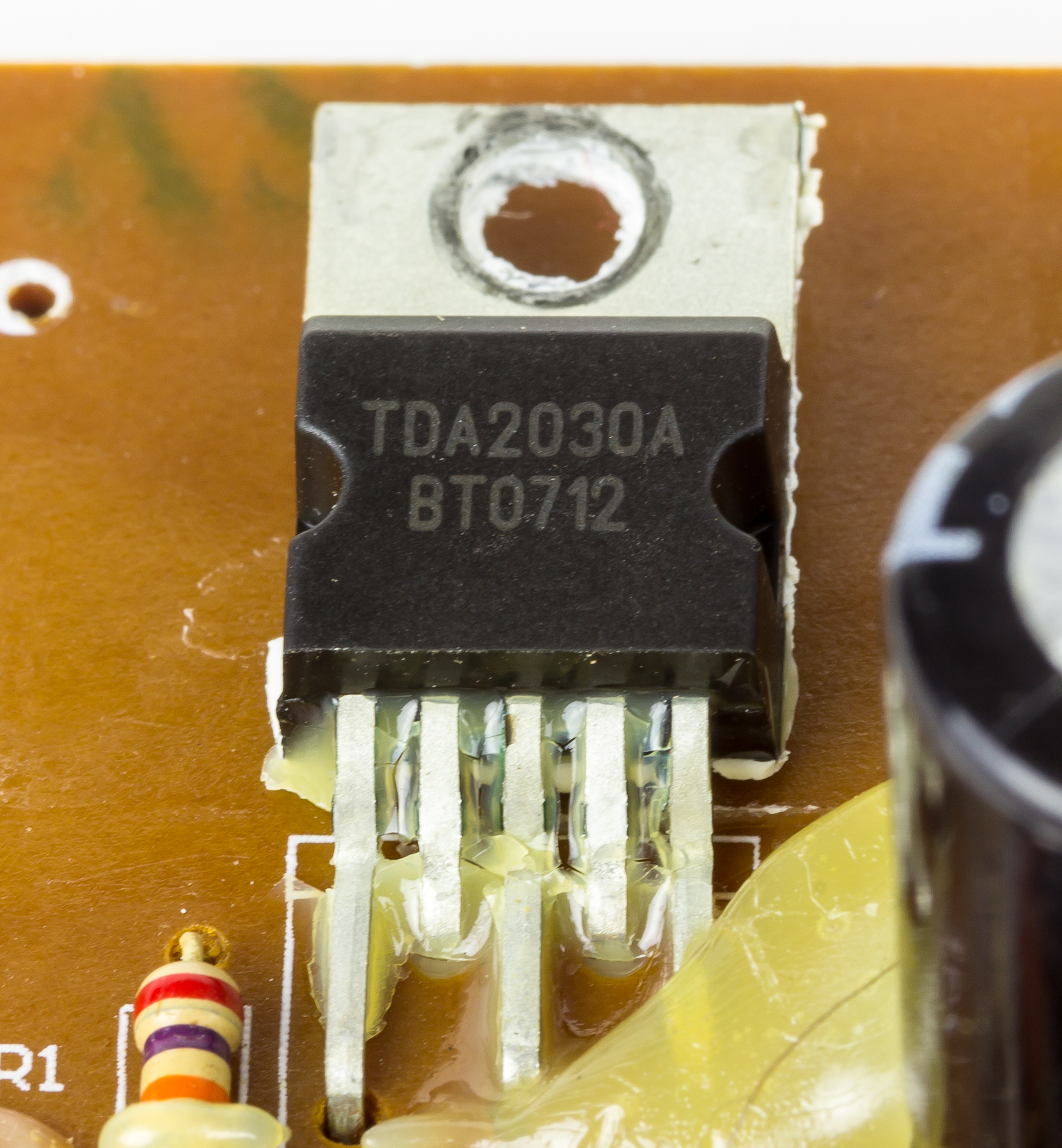
Il TDA2030, un finale integrato capace, con pochi componenti di supporto, di erogare 18 Watt di potenza

Al fine di agevolare i progettisti di apparecchiature elettroniche, i produttori di circuiti integrati pongono in commercio dispositivi amplificatori da loro stessi progettati per tutte le frequenze, dal campo audio alle microonde. Il loro impiego ha molti vantaggi: avendo dimensioni molto più compatte di un analogo circuito a componenti discreti, permette al progettista di ridurre le dimensioni dell'intera apparecchiatura; inoltre, essendo realizzati su un unico chip, l'affidabilità nel tempo risulta molto elevata e agevola il progettista in termini di spese e di tempo nel portare a termine il proprio progetto. Il contenitore può essere metallico, ceramico o plastico e può avere dimensioni standard o meno.

### Power pack
Concettualmente simili agli integrati, si differenziano per la tipologia di costruzione e per la maggior complessità circuitale. Sono composti da più chip, resistori e condensatori assemblati su una piastrina di ceramica e collegati insieme a formare il circuito, il tutto racchiuso in un contenitore ermetico da cui fuoriescono solo i reofori (o pin) per il montaggio sul circuito stampato. Sono disponibili con potenze anche di centinaia di watt e alcuni incorporano anche il dissipatore di calore.

## Amplificatori ibridi

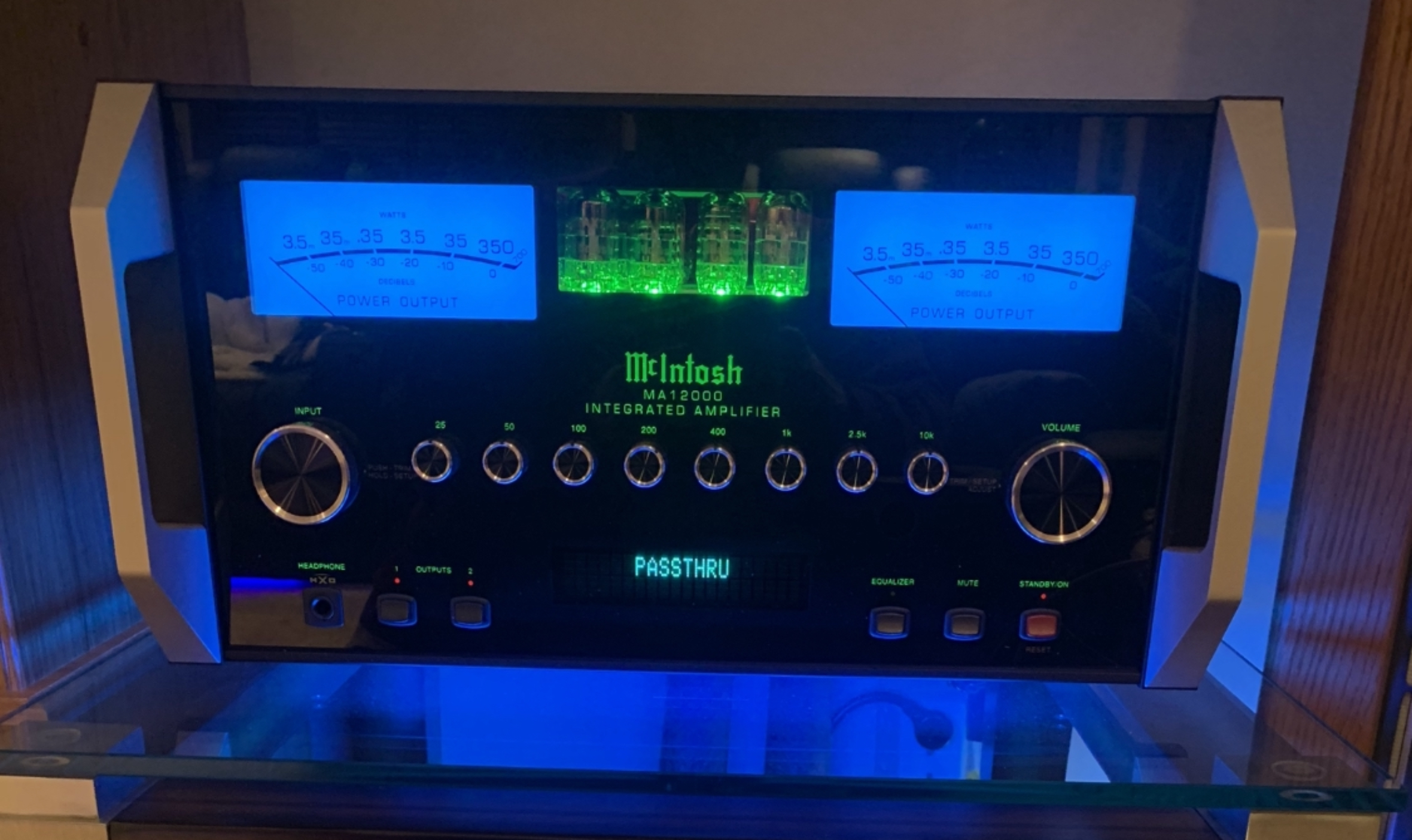
Ampli ibrido a valvole e stato solido

Si definivano ibride anche alcune topologie circuitali adottate negli anni '60, in cui il transistor e la valvola termoionica coesistevano nello stesso circuito.
Amplificatori con finale a transistor e la valvola (di solito una) dedicata alla preamplificazione, detti "ibridi", sono tuttora prodotti da marchi noti quali Sheng-Ya, Xindak, Lector, Audio Analogue, Yaquin, Opera Consonance, solo per citarne alcuni.

## Amplificatori per Shaker
Sono amplificatori molto particolari, di grande potenza (molti kilowatt) realizzati da pochi produttori specializzati, usati dalle grandi aziende per testare, in fase di progetto, il comportamento dei loro manufatti alle sollecitazioni meccaniche cui saranno sottoposti durante il loro uso. Tipici esempi sono verificare l'entrata in risonanza di qualche componente di una lavastoviglie o della plancia di un'autovettura. Il sistema è costituito da un oscillatore sinusoidale con frequenza variabile da zero a qualche kiloHertz, il quale pilota l'amplificatore a cui è collegato lo shaker. Questo è costruito concettualmente come un altoparlante, la cui membrana è costituita da una robusta tavola metallica predisposta a ricevere, tramite fissaggio solidale con essa, il manufatto da sottoporre al test. Ovviamente il dimensionamento delle parti meccaniche è in rapporto con le energie in gioco: la membrana deve sostenere masse in vibrazione di decine di chilogrammi, la bobina è raffreddata con un flusso d'aria forzata, le batterie di transistor degli stadi finali sono fissati su barre cave in alluminio contenenti acqua in circolo per il raffreddamento, il pavimento che ospita lo shaker è realizzato su specifiche del costruttore. Negli anni '70, la società Olivetti ne impiegava uno di produzione tedesca per testare i suoi prodotti, installato al piano interrato dello stabilimento I.C.O di Ivrea.

## Altri amplificatori
Amplificatori meccanici sono i servomeccanismi utilizzati nei veicoli per diminuire lo sforzo richiesto ad azionare freno e sterzo. Relè e contattori (o teleruttori) possono essere considerati amplificatori, anche se la loro funzione di trasferimento non è lineare.
L'amplificatore magnetico è un tipo di trasformatore che utilizza alcune proprietà non lineari del nucleo generando amplificazione tramite la sua saturazione.
Esistono amplificatori di corrente continua, generalmente usati per l'azionamento di motori elettrici. Possono far parte di catene di misura sofisticate e complesse, come può essere ad esempio l'analisi di correnti a frequenza elevata, in un circuito elettronico; il set di misura comprende la pinza amperometrica, il suo amplificatore dedicato, e la plug-in appropriata, costituente l'amplificatore verticale da collegare all'oscilloscopio in uso, ovvero un sistema di misura costituito da 4 apparecchi distinti, due dei quali sono amplificatori.
Altra tipologia meno diffusa, ma di recente introduzione, è il cosiddetto amplificatore a pompa di fase: mediante un complesso circuito di retroazione, si compensa positivamente la caduta di tensione nella giunzione dei transistor finali minimizzando la distorsione armonica ed incrementando il rendimento complessivo.

## Amplificatori audio

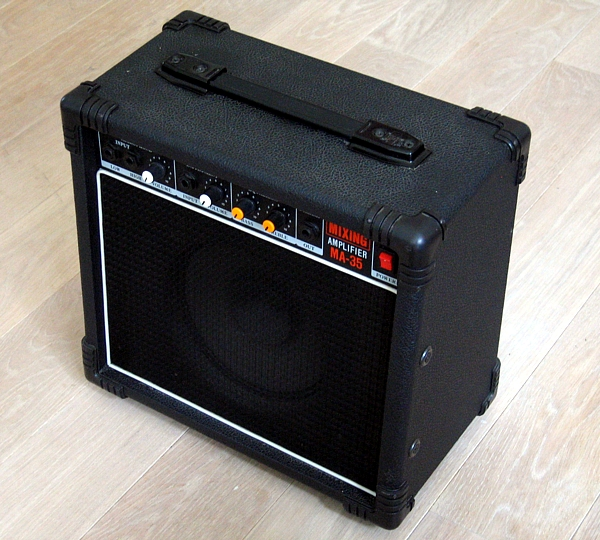
Mixing Amplifier MA-35

### Audiofrequenza
Qualsiasi suono può essere convertito in segnali elettrici variabili mediante i dispositivi di volta in volta più indicati.
Tali segnali rappresentano più o meno fedelmente la forma d'onda del suono convertito e sono detti ad audiofrequenza o anche a bassa frequenza e devono essere amplificati quando è richiesto che pilotino un altoparlante o un sistema di altoparlanti.
La banda audio nominale è formata dalle frequenze che vanno dai 20 ai 20000 Hz.

### Guadagno
Un amplificatore, per mezzo di componenti attivi, amplifica il segnale in entrata di un fattore X, rendendolo disponibile in uscita con una tensione e/o una corrente disponibile maggiori che all'ingresso. Nel dettaglio, i componenti attivi sono ad es. le valvole, i transistor, i transistor a effetto di campo (FET e MOSFET), circuiti integrati.
Ci sono amplificatori a basso guadagno, medio guadagno, alto guadagno: ciò che li differenzia è il numero di componenti attivi presenti nell'amplificatore stesso ovvero degli Stadi di amplificazione e come siano configurati.
Il guadagno di un amplificatore audio si esprime in dB (decibel) ed è pari a 20 volte il logaritmo in base 10 dell'amplificazione in tensione. In altri amplificatori si considera, invece, l'amplificazione in potenza e, in tal caso, il guadagno è 10 volte logaritmo in base 10 del rapporto fra la potenza in uscita e quella in ingresso. È interessante notare che a un rapporto unitario (A=1) corrispondono 0 dB, ovvero un guadagno nullo: un dispositivo simile non guadagna nulla rispetto all'ingresso.
Esempio: un microfono ci fornisce una tensione di 0,005 volt (5 mV), questo segnale lo mandiamo all'ingresso di un amplificatore e alla sua uscita misuriamo la tensione di 50 volt: l'amplificazione fornita dall'amplificatore è 50/0,005 = 10 000, pari a un guadagno di 80 dB.

### Potenza
Uno dei fattori primari di un amplificatore è la potenza, ed è espressa in Watt. I transistor dello stadio finale aumentano notevolmente il livello del segnale sonoro, costituito da una corrente di un dato valore che varia nel tempo. Tale corrente, quando viene fatta circolare nella bobina di un altoparlante, ne fa vibrare la membrana, traducendo in suono le variazioni di corrente. Maggiore è il valore di tale corrente e maggiore sarà l'emissione sonora. Per ascoltare della musica in una stanza di medie dimensioni, a seconda della qualità del suono che si desidera ottenere, la potenza necessaria può essere di 15-20 watt, fino a 150-200 e anche più, a seconda dell'efficienza espressa in dB/2,83V/1m dei diffusori acustici collegati. Per un'amplificazione in uno spazio aperto, come una piazza o uno stadio, dove si tiene un concerto, ad esempio, potrà essere necessario disporre di migliaia o decine di migliaia di Watt.
In molti amplificatori in commercio, la potenza viene erroneamente indicata con la notazione Rms, come richiesto da alcune norme.
Questa espressione può trarre in inganno facendo credere che per tale grandezza sia stato applicato l'operatore matematico rms.
L'errore nelle normative è probabilmente dovuto all'errata associazione tra il prodotto di valori efficaci e la potenza rms: tale prodotto fornisce, invece, la potenza apparente. Calcolando il valore quadratico medio della funzione della potenza nel tempo non si ottiene alcun parametro fisico significativo, come invece accade per corrente e tensione. I produttori intendono indicare in realtà la potenza media in regime sinusoidale:
{\displaystyle P_{\mathrm {avg} }=V_{\mathrm {rms} }I_{\mathrm {rms} }\cdot \cos {\varphi }}
La misura viene eseguita su un carico resistivo puro per eliminare ogni sfasamento ed in tal caso si può asserire che la potenza apparente sia identica alla potenza attiva, permettendo di eliminare dall'equazione il fattore {\displaystyle \cos {\varphi }} – il coseno dello sfasamento tra tensione e corrente.
Si applica in ingresso un segnale sinusoidale ad una determinata frequenza (solitamente 1 kHz) e si aumenta il suo livello fino a quando non si raggiunge in uscita il massimo segnale possibile prima della tosatura del segnale (clipping) oppure entro un livello di distorsione prefissato, considerando solitamente la distorsione armonica totale (THD). Tale livello può essere, ad esempio, entro l'1% per i produttori più seri e rigorosi, ma a volte viene considerato anche il 10%, al quale la distorsione è già molto ben udibile.

### Il segnale in ingresso
I due fattori, guadagno e potenza, non sono direttamente in relazione: ci possono essere amplificatori con basso guadagno ma con alta potenza o viceversa. Il valore di guadagno del circuito è scelto in base al livello del segnale da trattare e a quello che si vuole ottenere. Se il segnale è piccolo, sarà necessario un guadagno elevato; se è già grande, viceversa, sarà sufficiente un guadagno più modesto.
La grandezza di questi segnali è in relazione alle caratteristiche del dispositivo collegato in ingresso. All'entrata dell'amplificatore possiamo applicare segnali provenienti da vari tipi di dispositivi: microfoni, pick-up, segnali, altri apparecchi, ecc.
Molti amplificatori audio dispongono di più prese di ingresso o di selettori, preposti a far transitare il segnale nello stadio avente il guadagno più appropriato per quel segnale specifico, ad esempio il segnale che esce da una testina di lettura a bobina mobile (considerata la migliore), impiegata per l'ascolto dei dischi in vinile, è mille volte più piccolo del segnale che esce da un lettore CD; realizzare un preamplificatore avente buone caratteristiche per segnali di livello così piccolo comporta costi elevati: perciò, in molti preamplificatori ad alta fedeltà, la sezione di ingresso per testine a bobina mobile è fornita come opzione.
Nel trattare questi deboli segnali, proprio perché i guadagni sono così elevati, i progettisti devono prestare la massima attenzione affinché, nel progetto del circuito, il trasferimento del segnale lungo il suo percorso sia disturbato il meno possibile da interferenze elettriche o disturbi esterni. Molto curate e raffinate sono a volte le soluzioni adottate per la schermatura dei circuiti: un piccolo disturbo verrà infatti amplificato sovrapposto al segnale, indistintamente e ad ogni stadio, con un risultato finale in genere pessimo, o comunque non conforme alle specifiche del progetto.

### Gli stadi di amplificazione
In generale, un amplificatore è formato, semplificando molto, da due unità accoppiate tra loro: stadio pre-amplificatore e stadio di potenza.
In pratica, sono i due stadi base che da soli sono in grado di dare al segnale in ingresso:
- un primo grande guadagno iniziale con la massima fedeltà possibile, compatibile con i costi stabiliti.
- un ulteriore guadagno con componenti capaci di dare la necessaria potenza al segnale in uscita e renderlo (tramite l'altoparlante) udibile.

In teoria, si può fare tutto con un solo stadio, ma in pratica un solo stadio non basta: tutto comunque è in funzione di ciò che si vuole ottenere.
In generale ogni stadio fornisce un guadagno che si moltiplica a quello precedente (sommato se è espresso in decibel) e così via, tutto questo a spese della corrente fornita da un adeguato circuito di alimentazione
Nel settore Hi-End, gli stadi di amplificazione sono suddivisi in due distinti telai: il Preamplificatore, che contiene gli stadi a basso livello e il Finale di potenza, contenente gli stadi ad alta corrente, mentre nei sistemi più sofisticati l'alimentatore del preamplificatore viene fornito separatamente in un terzo telaio.

### Il segnale in uscita
Il segnale di piccola intensità applicato all'ingresso esce più o meno amplificato dagli stadi di amplificazione ed è pronto per essere trasferito al dispositivo che lo renderà udibile: l'altoparlante. Anche in questo caso, come il segnale di ingresso, bisognerà adattarlo al sistema che lo riceve, per fare in modo di trasferirlo senza sprechi di potenza e con distorsione minore possibile.
Il parametro principale da tenere presente è il valore di impedenza dell'altoparlante o del diffusore acustico; i valori usati sono tre: 4-8-16 ohm. Il più basso viene impiegato quasi esclusivamente nei sistemi destinati alle autovetture; essendo disponibile solo la tensione di 12 volt della batteria, un valore basso di impedenza impone un maggiore valore di corrente circolante, con conseguente maggiore potenza sull'altoparlante; oggi, comunque, il limite dei 12 volt disponibili della batteria è stato superato con l'impiego dei convertitori DC-DC, i quali elevano la tensione di 12 volt a valori più alti, permettendo così di ottenere potenze audio molto elevate. Il valore di 8 ohm è invece adottato dalla maggior parte dei costruttori per i sistemi con alimentazione dalla rete a 220 volt, in quanto la tensione continua di alimentazione sarà maggiore. Il valore di 16 ohm era usato ai tempi degli amplificatori a valvole, i quali avevano nel circuito di uscita un trasformatore, necessario per adattare l'elevato valore di impedenza della valvola al basso valore di impedenza dell'altoparlante, in qualche caso viene impiegato ancora oggi.
A differenza del segnale di ingresso, il segnale di uscita non è praticamente più soggetto ad interferenze.

### Prestazioni attuali
Dagli anni 60 ad oggi, le prestazioni degli amplificatori audio sono aumentate in misura notevolissima soprattutto per merito della componentistica, migliorata in modo costante in velocità (slew rate), precisione, potenza ed affidabilità. I migliori amplificatori progettati per l'Hi-end sono in grado di fornire per breve tempo correnti di centinaia di ampere, potenze dell'ordine delle migliaia di watt anche su carichi fortemente induttivi e avere una linearità in frequenza, contenuta entro frazioni di decibel, dalla corrente continua a ben oltre i 20.000 Hz. Per esempio, il modello M5 Jeff Rowland è un finale stereo, ormai fuori produzione, che dichiara 150 watt rms su 8 ohm per canale, e su un carico di 2 ohm fornisce 470 watt.
Il dimensionamento dell'alimentatore è tale da poter fornire su ciascun canale, e per un tempo illimitato, una corrente di 40 ampere, che può arrivare a 90 A per il breve tempo di 20 millisecondi su un carico di 0,1 ohm. La risposta in frequenza si estende dalla corrente continua a oltre 310 kHz; il modello monofonico M7 (250 watt), con stadio finale costituito da 24 MOSFET in parallelo, tratta correnti di 135 ampere. Un altro finale da 300 watt su 8 ohm del costruttore Mark Levinson, il No.33, riesce a fornire 1200 watt su un carico di 2 ohm per un tempo illimitato. Questa categoria di apparecchi sono garantiti a vita, basti dire che l'M5 sottostava ad un burn-in di 72 ore.
Sul numero 93 di SUONO del maggio 1980 venne pubblicato un breve resoconto che mostrò quale grado di affidabilità e resistenza ai sovraccarichi possedevano i migliori amplificatori in commercio già in quegli anni: la rivista Micro&Personal Computer doveva sottoporre a prova uno dei primi personal computer, un Radio Shack TRS-80 modello II direttamente arrivato dagli USA; non disponendo della rete elettrica con frequenza di 60 Hz, decisero di adottare come sorgente di rete un grosso finale YAMAHA M-2, in prova su quel numero di SUONO, collegandogli all'ingresso il segnale sinusoidale a 60 Hz proveniente da un generatore di funzioni, in quel caso, un finale audio riuscì a simulare la rete elettrica americana. Il sistema funzionò perché il TRS-80 richiedeva una potenza di 185W a 115 volt, 60 Hz e lo Yamaha M-2 erogava 200W di targa (nella versione europea, quella americana era da 240W).

## Efficienza di un amplificatore
Ogni amplificatore, a seconda della sua classe di funzionamento, ha un'efficienza teorica massima, determinata nel seguente modo: si applica in ingresso il massimo segnale sinusoidale tale che in uscita si abbia la massima potenza senza distorsione; si misura la potenza sul carico; si misura la potenza erogata dall'alimentatore; si calcola il rapporto fra la potenza ricevuta dal carico e la potenza erogata dall'alimentatore.
Nel caso migliore, l'efficienza vale 1 cioè il 100% della potenza erogata dall'alimentazione viene convertita in potenza utile al carico.

## Funzionamento a ponte
Esistono modelli stereofonici di fascia elevata progettati prevalentemente per pilotare una coppia di diffusori acustici, aventi la particolarità di poter essere elettricamente configurati a ponte, ovvero, con un appropriato collegamento sui morsetti di uscita, vengono messi in serie i due circuiti amplificatori, il canale sinistro e il canale destro piloteranno insieme un solo diffusore acustico, il vantaggio di questa configurazione consiste nell'avere in uscita un segnale con un valore di tensione doppio, per la legge di Ohm, ne consegue una potenza quadruplicata.

## Classi di funzionamento

### Classe A
Amplifica il 100% del segnale; nel caso di una sinusoide, l'angolo di conduzione è di 360°, di conseguenza, non presenta il problema della distorsione di cross-over.
Con questa tecnica, vengono realizzati amplificatori Hi-Fi per bassa frequenza, media frequenza e alta frequenza. L'efficienza teorica massima del 25% ne limita l'impiego solo alle basse potenze sebbene esistano amplificatori finali in classe A.
Esempio teorico di amplificatore in classe A con singolo transistor nella configurazione ad emettitore comune. Notare che l'intera onda sinusoidale viene amplificata. Nella realtà sulla base è necessario sostituire la resistenza RB con un partitore R1 R2 e mettere sull'emettitore una resistenza RE di controreazione che garantisce la stabilità del circuito alle variazioni di temperatura e dei parametri del transistore.
Esistono delle configurazioni del partitore di alimentazione della Base destinate a dare una controreazione per es. mettendo la Rb diretta verso il Collettore si avrà un feedback tale da controllare meglio il sistema ed il miglioramento della distorsione avviene a spese del guadagno
A questo circuito si possono fare variazioni quali aggiungere una resistenza tra la Base e massa per migliorare la stabilità a spese dell'impedenza d'ingresso

### Classe B

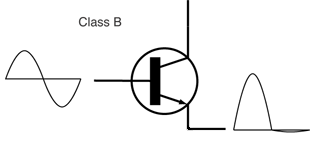
Amplificatore in classe B

Un amplificatore di classe B in configurazione push-pull.

Amplifica il 50% del segnale, e, nel caso di una sinusoide, l'angolo di conduzione è di 180°
L'efficienza varia tra il 50% e il 78.5%.
Per amplificare l'intera onda sinusoidale (360°), si ricorre a due amplificatori in classe B che lavorano rispettivamente, uno per la semionda positiva da 0° a 180° e l'altro per la semionda negativa da 180° a 360°. In questo caso si amplifica tutto il segnale, come nella classe A, ma con l'efficienza propria della classe B.

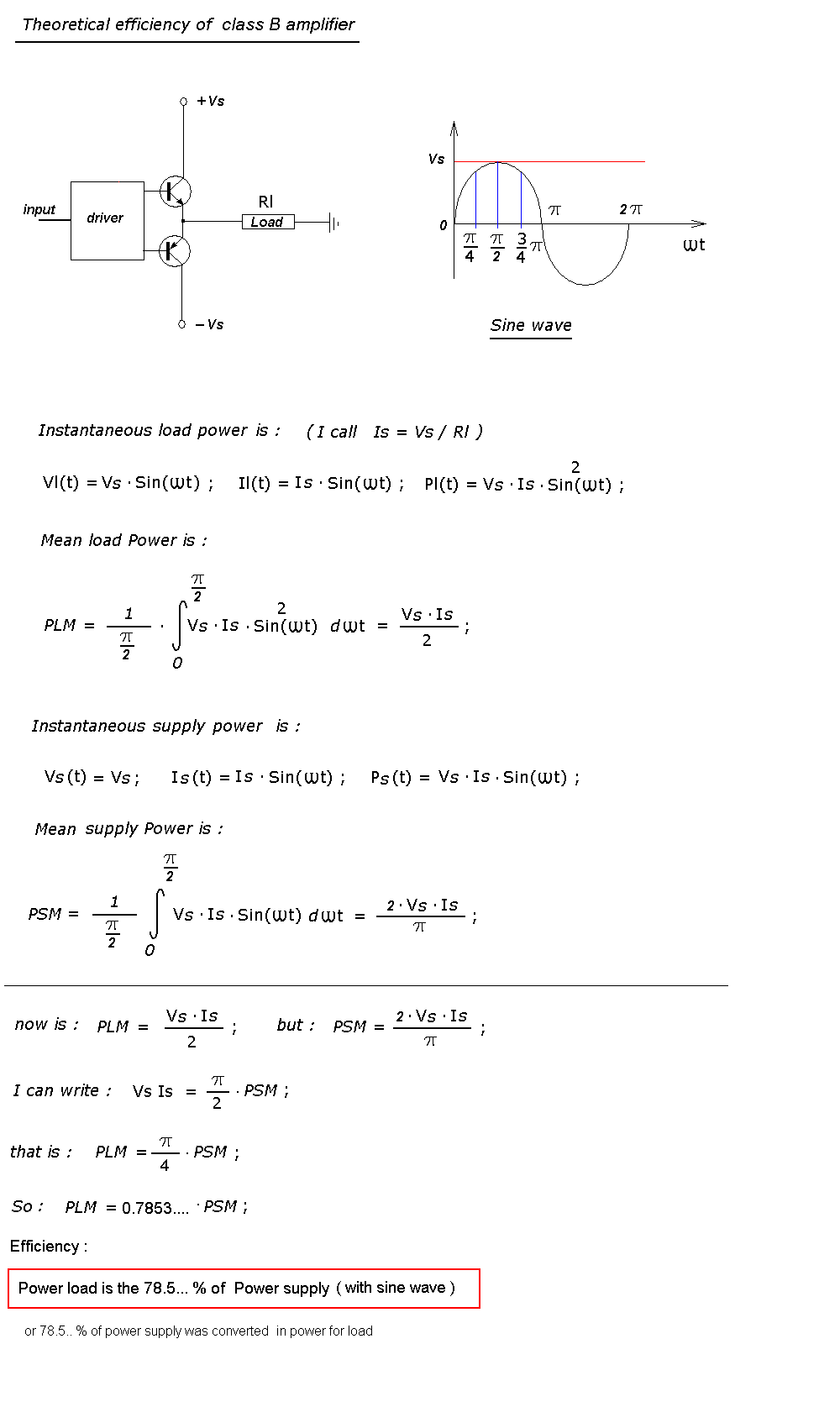
Calcolo dell'efficienza dell'amplificatore di classe B

### Classe AB
Amplifica più del 50%, ma meno del 100% del segnale e l'angolo di conduzione è compreso fra 180° e 360°, estremi esclusi.
Per amplificare l'intera onda sinusoidale (360°), si ricorre a due amplificatori in classe B che lavorano rispettivamente uno per la semionda positiva e l'altro per la semionda negativa. I 2 transistori sono mantenuti sulla soglia della conduzione da un circuito specifico di polarizzazione sulle basi.
Notare che, in questo caso, una certa porzione del segnale viene amplificata da entrambi i dispositivi attivi: in questo modo si riduce enormemente la distorsione che si ha nella regione di commutazione
di questi. Questa distorsione è anche nota con il nome "distorsione di incrocio" (o crossover).
Il valore dell'efficienza teorica è compreso fra il 50% e il 78.5% (Classe B)

#### Classe AB1
Termine che viene impiegato negli amplificatori a valvole in classe AB per indicare che non c'è
passaggio di corrente di griglia.

#### Classe AB2
Termine che viene impiegato negli amplificatori a valvole in classe AB per indicare il passaggio di
corrente di griglia, cioè la griglia lavora anche per tensioni positive (rispetto al catodo).

### Classe C

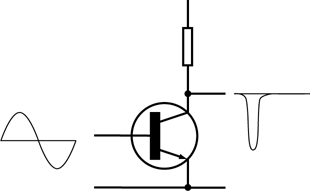
Amplificatore di classe C

Amplifica il 50% del segnale, l'angolo di conduzione è minore di 180°.
Con questa tecnica si realizzano amplificatori destinati all'uso in alta frequenza. Adatto per amplificare singoli toni sinusoidali (es. sinusoide fornita da un oscillatore). L'efficienza teorica può rasentare il 100%, anche se i valori effettivi sono compresi tra il 70% e il 90%.

### Classe D (equivalentemente Classe S)

Diagramma a blocchi di un amplificatore in classe D

Sono amplificatori a commutazione utilizzati spesso per sorgenti digitali la cui massima efficienza li rende particolarmente adatti nell'elettronica di alta potenza.
L'efficienza teorica è del 100%, che si riduce, nella pratica, al 94%: ad esempio, se l'amplificatore in classe D consuma dalla sua alimentazione e quindi dalla rete elettrica alla quale è collegato, 600 watt, allora erogherà una potenza di circa 570 watt alla cassa acustica che ne costituisce il carico (woofer oppure al tweeter).
Spesso sono usati come amplificatori audio ma hanno bisogno di un modulatore d'ingresso PWM: in questo modo, al variare dell'ampiezza del segnale di ingresso varia il duty cycle del segnale di uscita che porta l'alimentazione ai finali, un funzionamento che garantisce una bassa dissipazione di potenza.
La scelta della frequenza di commutazione dei MOSFET in uscita è di 250 kHz. Questa scelta è motivata da un trade off tra potenza dissipata negli istanti di accensione e spegnimento dei MOSFET in uscita, e del filtro in uscita, perché quest'ultimo possa ben ricostruire il segnale audio viene tarato ad una frequenza di taglio di circa 70 kHz, media geometrica tra i 20 kHz del segnale audio udibile e i 250 kHz della "prima armonica" (fondamentale) del segnale modulato in PWM.

### Classe E

Amplificatore di classe E

Amplificatore switching ad alta efficienza per radio frequenza, brevettato nel 1976.
Un unico transistor agisce da interruttore, collegato attraverso un'induttanza all'alimentazione e attraverso una rete LC al carico.
La rete di carico modula le forme d'onda di corrente e tensione al fine di evitare un'elevata dissipazione di potenza nel transistor. In pratica, in qualsiasi istante almeno una tra tensione e corrente ha valore basso, e il prodotto delle due è minimizzato.
Una grossa capacità posta in parallelo al transistor evita che il segnale RF si diffonda all'alimentazione.
A parità di transistor, frequenza e potenza d'uscita è più efficiente di un classe B o di un classe C. Il contenuto armonico è simile a quello di un classe B.

### Classe G
Amplificatori in classe AB a cui è stato aggiunto un commutatore della tensione di alimentazione sugli stadi finali. Il passaggio fra alimentazione a bassa tensione e alimentazione a tensione più elevata è dato dall'ampiezza del segnale d'ingresso. La massima efficienza teorica è dell'85.9%.
Uno stadio di uscita di un amplificatore in classe G è costituito da un normale amplificatore in classe AB alimentato attraverso un diodo ed un amplificatore in classe D destinato a fornire una tensione di alimentazione temporanea più alta
La famiglia TDA1170  processore di deflessione verticale è un esempio da manuale di stadio finale in classe G limitatamente alla semionda positiva
Vediamo la fig 8 del datasheet a pag 6/23:
Quando la tensione d'uscita dell'amplificatore è al di sotto della soglia di commutazione del comparatore Q3 il transistor Q6 tira a massa il catodo del condensatore elettrolitico esterno
Quando la tensione d'uscita dell'amplificatore supera la soglia di commutazione del comparatore Q3 il transistor Q4 alimenta il catodo del condensatore alla tensione di alimentazione - 1.3V
Questo sistema permette di alimentare lo stadio di uscita ad una tensione quasi doppia di quella normale

### Classe H
Amplificatore in classe AB con tensione di alimentazione variabile con continuità a partire
da un minimo fisso. La variazione della tensione è determinata dal segnale d'ingresso.
La massima efficienza è maggiore dell'85.9 % ma minore del 100%.
Uno stadio di uscita di un amplificatore in classe H è costituito da un normale amplificatore in classe AB alimentato attraverso un diodo ed un amplificatore in classe C destinato a fornire una tensione di alimentazione temporanea più alta
Inizialmente la classe H era realizzata aggiungendo alla classe G più commutatori di tensione, per approssimare l'inviluppo della sinusoide.
T1 e T3 sono i finali di un amplificatore alimentato da D2 e D4
T2 e T4 sono normalmente spenti fino al momento in cui la tensione all'uscita non superi la soglia di conduzione di T2 e T4 posta alcuni V oltre una certa soglia data dalla tensione di Zener dei 2 diodi
Quando il segnale di uscita supera istantaneamente la soglia ci sarà un'amplificazione della tensione di commutazione ed il finale interessato verrà alimentato da una tensione maggiorata ma al contrario della classe G la forma d'onda al collettore del finale non essendo commutata darà un segnale in uscita più pulito dalle frequenze superiori

### Nomi commerciali

#### Classe T
Marchio registrato da TriPath Company. È un amplificatore in classe D che si distingue per il modulatore PWM, che utilizza un algoritmo proprietario che riduce la distorsione. Un esempio è il T-Amp.

#### Classe Z
Marchio registrato da Zetex Company. È un amplificatore digitale con un circuito di controreazione digitale.
Difetto tipico segnalato dagli audiofili è l’elevata instabilità alle medie frequenze.